# Sabinella bakeri
Sabinella bakeri är en snäckart som beskrevs av Bartsch 1917. Sabinella bakeri ingår i släktet Sabinella och familjen Eulimidae. Inga underarter finns listade i Catalogue of Life.